# Joseph Schorderet
Joseph Schorderet, né le 3 mars 1840 à Bulle (Fribourg, Suisse) et mort le 20 avril 1893 à Fribourg, est un prêtre catholique suisse, fondateur du journal La Liberté et de la congrégation des Sœurs de Saint-Paul. Il est également cofondateur de l'université de Fribourg.

## Biographie

### Formation
Né le 3 mars 1840 à Bulle dans une famille pratiquante, il souhaite entrer à l'école dès l'âge de 4 ans. En 1845, sa famille a des problèmes financiers et doit s’établir à Posieux. À l'âge de 13 ans, il entre à l’École cantonale de Fribourg, et obtient un brevet d'instituteur trois ans plus tard. Il se présente alors à Grolley, où la place est libre, et le curé, le jugeant très doué, lui conseille de continuer des études littéraires au Collège Saint-Michel, à Fribourg.
En 1858, il est reçu à la Société des Étudiants suisses qui le charge de rédiger la partie française des Monat Rosen, organe de l’Association. 
En 1862, il entre au Séminaire de Fribourg et choisit comme devises : « Pour moi, vivre c’est le Christ et mourir m’est un gain » et « Tout restaurer dans le Christ », deux paroles de l'apôtre Paul. Quatre années plus tard, en 1866, il est ordonné prêtre. 

### Ministères
En 1866, il est nommé vicaire à Neuchâtel, puis, l'année suivante, le Conseil d’État le nomme aumônier à l’École normale d’Hauterive et, enfin, en 1869, il est nommé chanoine de la Collégiale Saint-Nicolas.
En 1875, il est nommé recteur de la paroisse Saint-Maurice.

### Presse et enseignement
Le chanoine Schorderet lutte pour la liberté de l’Église et considère que la presse doit être un moyen de vivre avec le Christ ; selon lui, « il faut baptiser la presse ». Il collabore notamment au Courrier de Genève, crée de nombreuses publications, sociétés et associations, ayant pour but de former des élites et d’éclairer l’opinion publique. Il crée notamment la Revue de la Suisse catholique (1869), le Bulletin de l'Association de Pie IX (1870), le quotidien La Liberté et le Bulletin pédagogique (1871). En 1872, il ouvre la Librairie catholique.
En 1873, il fonde la Congrégation des Sœurs de Saint-Paul, dite Œuvre de Saint-Paul pour l’Apostolat de la Presse.
En 1889, il cofonde l’Université de Fribourg avec le Père Berthier et Georges Python.
Il est également un grand prédicateur qui multiplie les conférences, les rassemblements populaires et participe à différents congrès, notamment à Paris.